# Vanishing Milions
Vanishing Millions és un serial cinematogràfic mut produït per Sierra Pictures, dirigit per Alan James (Alvin J. Neitz) i protagonitzat per Vivian Rich, William Fairbanks i Alec B. Francis. Es desenvolupà en 15 capítols de 2 bobines cada un, el primer dels quals es va estrenar el 21 de gener de 1926 i el darrer probablement el 6 de maig del mateix any. Es considera una pel·lícula perduda.

## Repartiment
- William Fairbanks (Dave Merrill)
- Vivian Rich (Vivian Telden)
- Alec B. Francis
- Sheldon Lewis
- Bull Montana (goril·la)
- Edward Cecil
- William Lowery
- George Kotsonaros
- Ethel Childers
- J.P. Lockney
- Margareth Knights